# برووت ورنت
برووت ورنت (به فرانسوی: Broût-Vernet) یک کمون در فرانسه است که در canton of Escurolles واقع شده‌است. برووت ورنت ۳۱٫۷۱ کیلومتر مربع مساحت دارد ۳۱۰ متر بالاتر از سطح دریا واقع شده‌است.